# Colegio Salesiano Santa Rosa
El Colegio Salesiano Santa Rosa de Huancayo, es una institución educativa de la Congregación Salesiana ubicada en el distrito de El Tambo, en la ciudad de Huancayo, capital del departamento de Junín, Perú.

## Historia
El colegio abrió sus puertas el 4 de junio de 1923 con el nombre de «Instituto Católico Santa Rosa» e inició sus actividades educativas con casi un centenar de alumnos. El 3 de noviembre de ese mismo año se trasladan a un local ubicado en el Jirón Puno a dos cuadras de la plaza principal de la ciudad. El 21 de julio de 1924, el Instituto se traslada a la que es su ubicación actual ubicada en la orilla norte del río Shullcas, cuesta del Puente Centenario, donde ya se ubicaba la residencia de descanso de los sacerdotes Salesianos. 
La "Residencia" era un terreno de más de 9 hectáreas adquirido anteriormente por los Salesianos en el lugar denominado "Yaurispata". El 14 de noviembre de 1925 el Padre Inspector de los Salesianos en el Perú, Luis Pedemonte, da el permiso para construir el nuevo colegio en los terrenos de la «Residencia». Ya en 1926 funciona el Oratorio Festivo y el Centro de Exalumnos Salesianos. El 24 de mayo de 1926 se realiza la primera procesión pública de María Auxiliadora por la Calle Real, principal vía de la ciudad.
El 17 de abril de 1933 se abren las primeras zanjas para los cimientos del nuevo colegio Salesiano, y el 18 de mayo se bendice la primera piedra. El 30 de diciembre de 1934, el arzobispo de Huancayo, Santiago Irazola, bendice el nuevo edificio. En 1938 se abre la matrícula para los alumnos de primero de secundaria, transformándose definitivamente en Colegio. Recién en el año 1945 se completa el alumnado para todos los grados de educación secundaria, egresando la primera Promoción el 20 de diciembre de ese mismo año.

## Museo Salesiano
Dentro del local del colegio se ubica el Museo Salesiano Vicente Rasetto, el mismo que es reconocido como Patrimonio Nacional del Perú, es administrado por el Colegio y lleva el nombre del sacerdote que durante la segunda mitad del siglo XX se dedicó a impulsarlo y enriquecerlo.

## Santuario de María Auxiliadora
Artículo principal: Santuario de María Auxiliadora de Huancayo
El Santuario de María Auxiliadora fue edificado por la Familia Salesiana, al cumplir los 50 años de labor en la ciudad de Huancayo (año 1973), como un gesto de gratitud y amor a la Santísima Virgen. En su interior se venera a María Auxiliadora y a San Juan Bosco, en el Altar Mayor se encuentra una hermosa imagen de Cristo Crucificado tallado en fina madera.
El Santuario cuenta con hermosos vitrales de colores que iluminan el templo cada vez que ingresa el sol. En ella existen dos imágenes de la Virgen Auxiliadora ya que una se venera todo el año en el altar mayor, y la otra sale en un recorrido procesional extraordinario cada 24 de mayo.

## Galería

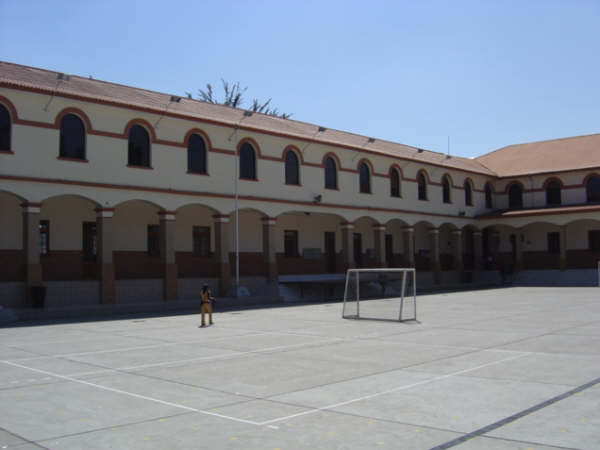
Patio principal del Colegio
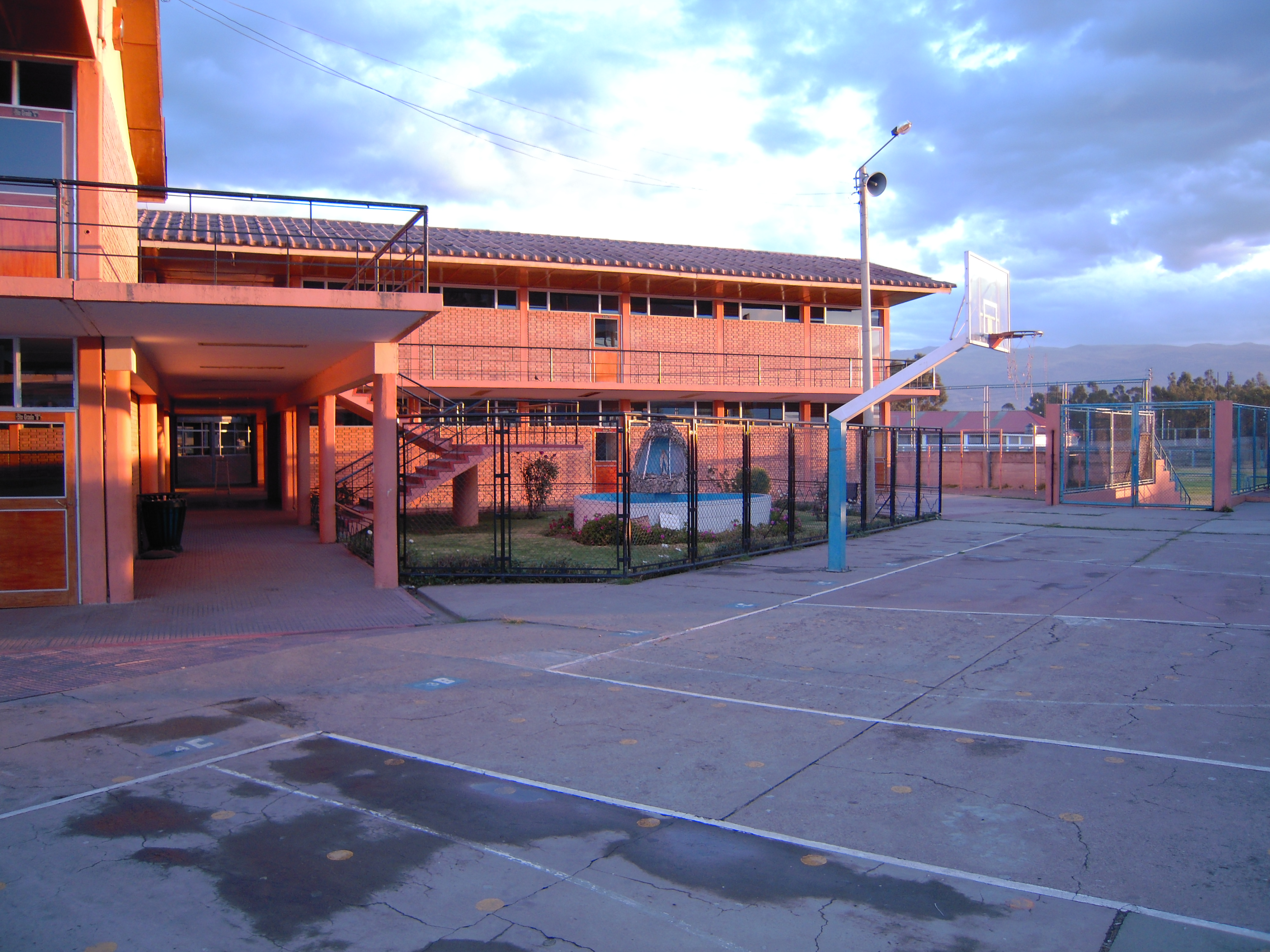
Pabellón de aulas, secundaria